# Loes Van den Heuvel
Lucienne (Loes) Van den Heuvel (Reet, 10 september 1956) is een Vlaamse actrice en zangeres. Ze is vooral bekend van haar rol als de weetgrage Carmen Waterslaeghers in de langlopende sitcom F.C. De Kampioenen die ze 21 jaar vertolkte.

## Biografie
Ze speelde mee in onder andere Liefde & geluk (2001, als Monique), Niet voor publikatie (1990, als Monique van Borgerhout) en Postbus X (1988, als juffrouw Adèle Pluym), en ze speelde een gastrol in de succesvolle politieserie Heterdaad. Maar ze is vooral bekend van de populaire reeks F.C. De Kampioenen als Carmen Waterslaeghers, de vrouw van Xavier en moeder voor haar hondje Nero. Deze rol vertolkte ze 21 jaar lang. Ze 
is ook te zien in de gelijknamige film van F.C. De Kampioenen, Kampioen zijn blijft plezant uit 2013, alsook F.C. De Kampioenen 2: Jubilee General uit 2015 en F.C. De Kampioenen 3: Forever uit 2017 en F.C. De Kampioenen 4: Viva Boma uit 2019. Ook was ze te zien in 2020 in F.C. De Kampioenen Kerstspecial.
In 1994 werd op haar een beroep gedaan voor het stemmenwerk van de film Max met onder anderen Jacques Vermeire, Greet Rouffaer, Danni Heylen en Johny Voners in de hoofdrollen.
In 2008 daagde ze haar gemeente Keerbergen uit voor het VRT-programma Fata Morgana. Keerbergen behaalde 4 van de 5 sterren. In 2012 is Loes op diverse podia te zien als zangeres. Ook neemt ze een rol voor haar rekening in de operette De graaf van Luxemburg van Walter Smits.
In Het Monster van Parijs leende Loes haar stem aan Carlotta. In een ver verleden speelde ze een gastrol als Carmen in de beginjaren van Samson & Gert, en in 2013 was Van den Heuvel in de bioscoopzalen te zien als Stella Struis in de film Piet Piraat en het zeemonster. In 2013 was ze ook stemactrice van de week in Funnymals.
In 2015 nam ze een rol op in de musical Kadanza in regie van Frank Van Laecke en productie van Studio 100 en Ketnet. Ze zetelde tevens in de jury van Mister Gay Vlaanderen. In 2015 speelde ze mee in de tweede Kampioenenfilm.
In haar vrije tijd houdt ze zich voornamelijk bezig met dieren. Zo is ze paardenliefhebster.
In 2018 stapte ze in de politiek: voor de gemeenteraadsverkiezingen dat jaar werd ze lijstduwer voor Groen in Keerbergen. Ze raakte niet verkozen.
In 2019 speelde ze de hoofdrol in de film Waarom Wraak? als Rosalie. In 2021 kreeg ze een grote muurschildering in Boom, de gemeente waar Loes is opgegroeid. In 2022 is ze sporadisch te zien als de burgemeester van Echte Verhalen: De Buurtpolitie VIPS.
Sinds 2021 maakt Loes ook sporadisch deel uit van de BV-band De Meezingers als frontzangeres.
In 2023 speelt ze in de tv-serie Familie de rol Karin Bloemaerts, de thuisverpleegster van Alfons Coppens, die gespeeld wordt door Jaak Van Assche.

## Televisie
- Hard labeur (1985) - als Wieze-Marie
- Oei! (1989)
- Postbus X (1989-1994) - als juffrouw Adèle Pluym
- F.C. De Kampioenen (1990-2011) - als Carmen Waterslaeghers
- Oog in oog (1995) - als Patsy Boes
- Samson en Gert (1992) - als Carmen Waterslaeghers
- Langs de Kade (1993)
- Niet voor publikatie (1994) - als Monique van Borgerhout
- Binnen zonder bellen (1996) - als Myriam
- Heterdaad (1996) - als Jacqueline
- Liefde & geluk (2001) - als Monique
- Fata Morgana (2008) - als zichzelf
- De jaren stillekes (2009) - als Carmen Waterslaeghers
- Kadanza (2014-2015) als zichzelf/Cornelia Block
- Instaverliefd (2019) - als directrice
- Instagefikst (2020) - als directrice
- HannaH & Co (Heren van Herzele) (2020) - als Anna
- F.C. De Kampioenen: Kerstspecial (2020) - als Carmen Waterslaeghers
- Voor altijd Kampioen! (2021) - als zichzelf
- Echte Verhalen: De Buurtpolitie VIPS (2022) - als burgemeester Vivina Van Lathem
- Familie (2023) - als Karin Bloemaerts

## Film
- De man van twaalf miljoen (1982) - als Betty
- Klinkaart (1984) - als Fientje
- Tantes (1984) - als Edmée
- Paniekzaaiers (1986) - als winkeljuffrouw
- De zevende hemel (1993) - als prostituee
- Brylcream Boulevard (1995) - als madam Milord
- Piet Piraat en het zeemonster (2013) - als Stella Struis
- F.C. De Kampioenen: Kampioen zijn blijft plezant (2013) - als Carmen Waterslaeghers
- F.C. De Kampioenen 2: Jubilee General (2015) - als Carmen Waterslaeghers
- F.C. De Kampioenen 3: Forever (2017) - als Carmen Waterslaeghers
- De laatste dagen (2019) - als vrouw
- F.C. De Kampioenen 4: Viva Boma (2019) - als Carmen Waterslaeghers
- Waarom Wraak? (2019) - als Rosalie
- Superette Anna (2020) - als Anna

## Theater
- Kadanza (2015) - Cornelia Block
- Legally Blonde (2023) -  Paulette

## Prijzen en nominaties
- 1993: Gouden Oog 1992 Gewonnen in de categorie Beste actrice (voor haar rol als Carmen Waterslaeghers in F.C. De Kampioenen)
- 1994: Gouden Oog 1993 Gewonnen in de categorie Beste actrice (voor haar rol als Carmen Waterslaeghers in F.C. De Kampioenen)
- 1995: Gouden Oog 1994 Gewonnen in de categorie Beste actrice (voor haar rol als Carmen Waterslaeghers in F.C. De Kampioenen)
- 1996: Gouden Oog 1995 Gewonnen in de categorie Beste actrice (voor haar rol als Carmen Waterslaeghers in F.C. De Kampioenen)